# Konsthallen, Borgå

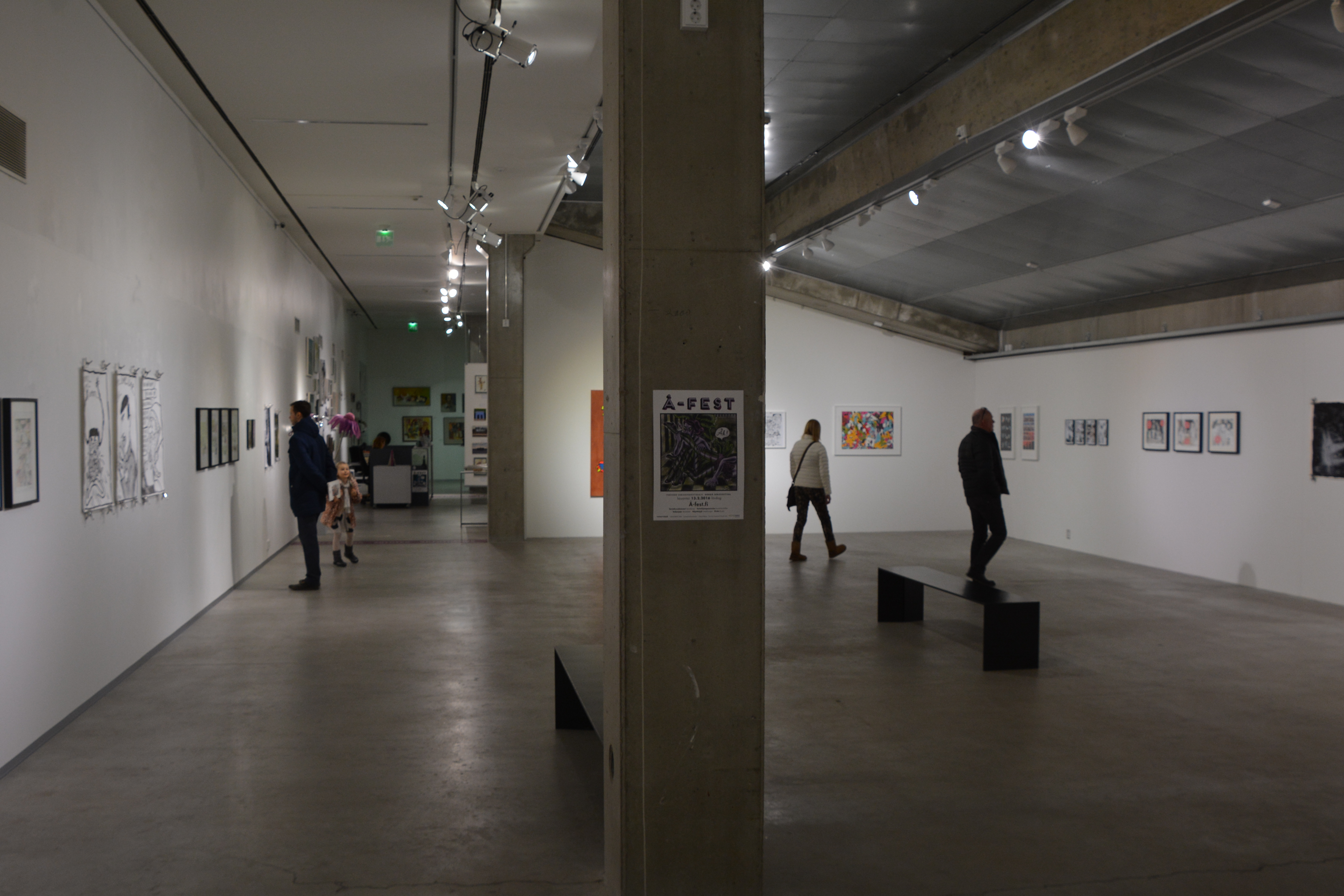
Konsthallen, med utställningen I krig och kärlek är allt tillåtet, januari-februari 2016.

Konsthallen (finska: Taidehalli) är en finländsk kommunal konsthall och ett kommunalt konstmuseum i Borgå stad.
Borgå konsthall ligger i Konstfabriken i Borgå. Det visar temporära konstutställningar samt permanent delar av Yrjö A. Jänttis konstsamling.

## Yrjö A. Jänttis konstsamling
Borgå konsthall är utställningslokal för Yrjö A. Jänttis konstsamling, som donerades av Yrjö Jäntti till Borgå stad 1984 och är på fler än 1.000 målningar, skulpturer, grafik, ritningar och medaljer. Den avser finländsk konst av drygt 600 konstnärer från slutet av 1800-talet till 1980-talet, varav ett stort antal skulptörer.
I målerisamlingen ingår verk av bland andra Alfred William Finch och Juhani Linnovaara. Av skulptörer finns verk av bland andra Raimo Utriainen och Tapio Junno. Av grafiker finns verk av bland andra Lauri Ahlgren och Kimmo Kaivanto.